# Kiboga
Kiboga  este un oraș  în  Uganda. Este reședinta  districtului Kiboga.